# Jablanica (district)
Pour les articles homonymes, voir Jablanica.
Le district de Jablanica (en serbe cyrillique : Јабланички округ ; en serbe latin : Jablanički okrug) est une subdivision administrative de la république de Serbie. Au recensement de 2011, il comptait 215 463 habitants. Le centre administratif du district de Jablanica est la ville de Leskovac.
Le district est situé au sud-est de la Serbie.

## Villes et municipalités du district de Jablanica
| Nom        | Superficie (en km²) | Population 2002 | Population 2011 | Statut       |
| ---------- | ------------------- | --------------- | --------------- | ------------ |
| Bojnik     | 264                 | 13 118          | 11 073          | Municipalité |
| Vlasotince | 308                 | 33 312          | 29 669          | Municipalité |
| Lebane     | 337                 | 24 918          | 21 802          | Municipalité |
| Leskovac   | 1 025               | 156 252         | 143 962         | Ville        |
| Medveđa    | 524                 | 10 760          | 7 296           | Municipalité |
| Crna Trava | 312                 | 2 563           | 1 661           | Municipalité |
| Total      | 2 770               | 240 923         | 215 463         |              |